# Raivis Dzintars
Raivis Dzintars (ur. 25 listopada 1982 w Rydze) – łotewski polityk, poseł na Sejm, założyciel, przewodniczący i współprzewodniczący partii Wszystko dla Łotwy!, od 2011 do 2017 współprzewodniczący, zaś w latach 2017–2024 przewodniczący Zjednoczenia Narodowego „Wszystko dla Łotwy!” – TB/LNNK.

## Życiorys
Ukończył naukę w szkole średniej nr 77 w Rydze, następnie studiował politologię na Uniwersytecie Łotwy. W latach 2004–2005 pracował w szkole średniej w Rydze jako nauczyciel historii i propedeutyki, był także przez pewien okres dziennikarzem pisma „Latvijas Avīze”.
W 2000 znalazł się wśród założycieli narodowego stowarzyszenia „Wszystko dla Łotwy!”, które w 2006 przekształciło się w partię polityczną. Do 2007 był przewodniczącym tego ugrupowania, w 2008 został współprzewodniczącym wraz z Imantsem Parādnieksem. W 2006 ubiegał się bez powodzenia o mandat posła na Sejm, a w 2009 o urząd burmistrza i mandat radnego Rygi.
W wyborach w 2010 uzyskał mandat poselski z listy Zjednoczenia Narodowego „Wszystko dla Łotwy!” – TB/LNNK, zaś w wyborach w 2011 z powodzeniem ubiegał się o reelekcję. 23 lipca 2011 objął funkcję współprzewodniczącego nowo powołanej partii Zjednoczenie Narodowe „Wszystko dla Łotwy!” – TB/LNNK. W wyborach w 2014 został ponownie wybrany do Sejmu z listy narodowców, jednak zawiesił swój mandat poselski w grudniu 2014. Ponownie posłem został w maju 2015. W grudniu 2017 wybrany na samodzielnego przewodniczącego swojego ugrupowania. W grudniu 2024 zastąpiła go na tej funkcji Ilze Indriksone; objął natomiast stanowisko wiceprzewodniczącego partii.
W wyborach w 2018 i 2022 utrzymywał mandat deputowanego na kolejne kadencje łotewskiego parlamentu.

## Życie prywatne
Żonaty, ma dwóch synów. Zajął się sportami walki; członek organizacji Daugavas Vanagu Latvijā. Jest autorem publikacji Pozitīvais nacionālisms, jeb Atbilde cinisma un neticības laikam (2009), a także Ceturtā atmoda (2010).